# القوى الوطنية والإسلامية الفلسطينية
القوى الوطنية والإسلامية الفلسطينية هو ائتلاف تم تشكيله بعد وقت قصير من اندلاع الانتفاضة الفلسطينية الثانية بتصريح من ياسر عرفات برئاسة مروان البرغوثي. يقوم الائتلاف بتنسيق جدول أعمال أعضائه ويساعد على تخطيط وتنفيذ أعمال سياسية مشتركة ضد إسرائيل. وفقا لرابطة مكافحة التشهير كانت المجموعة تتمتع بنفوذ كبير خلال الانتفاضة الثانية ولكن منذ انتخاب محمود عباس في عام 2005 كان أقل نشاطا.
يشمل التحالف فصائل منظمة التحرير الفلسطينية وغير التابعة لمنظمة التحرير الفلسطينية وبعض المنظمات المدرجة على أنها إرهابية في الغرب.
تضم لجنة المجموعة ممثلين عن المنظمات التالية:
- حركة فتح الوطنية (فتح). طردت كوكالة للتعاون مع العدو. الموالين الأفراد
- الجبهة الشعبية لتحرير فلسطين.
- حركة المقاومة الإسلامية (حماس).
- الجبهة الديمقراطية لتحرير فلسطين.
- حزب الشعب الفلسطيني.
- الاتحاد الديمقراطي الفلسطيني.
- جبهة النضال الشعبي الفلسطيني.
- جبهة التحرير الفلسطينية.
- حركة الجهاد الإسلامي في فلسطين (الجهاد الإسلامي).
- جبهة التحرير العربية.
- الجبهة العربية الفلسطينية.
- الجبهة الشعبية لتحرير فلسطين – القيادة العامة. طردت وأعلن بأن الوكالة غير قانونية لمهاجمة الفلسطينيين مع القوات السورية.
- حزب الخلاص الوطني الإسلامي.
- رعاة حرب التحرير الشعبيون (الصاعقة).
- فلسطين13.